# Tambon Nong Pa Ko
Tambon Nong Pa Ko (Thai: หนองป่าก่อ ) is een tambon in de amphoe Doi Luang in de changwat Chiang Rai. De tambon telde in 2005 4.635 inwoners en bestaat uit 10 mubans.